# Shimmer and Shine
Shimmer and Shine Is een Canadees-Amerikaanse animatieserie gemaakt door Farnaz Esnaashari-Charmatz voor Nickelodeon en Treehouse. De serie ging in première op 24 augustus 2015. Op 11 februari 2016 werd bekendgemaakt dat Shimmer and Shine werd verlengd voor een tweede seizoen waarbij gebruik gemaakt zal worden van 3D-computergraphics. In Nederland en Vlaanderen  wordt Shimmer and Shine uitgezonden op Nick Jr.

## Plot
Het eerste seizoen vindt plaats in de menselijke wereld en richt zich op een jong meisje genaamd Leah, die bevriend is met twee geestjes in opleiding genaamd Shimmer en Shine. Leahs geestjes verlenen haar drie wensen per dag, die ze telkens verknoeien. Elke aflevering gaat over de pogingen van Leah om de problemen die de geestjes onopzettelijk veroorzaken op te lossen, dit alles terwijl zij haar vriendschap met Shimmer en Shine geheim probeert te houden voor haar buurman Zac. In het tweede seizoen gaan de personages naar Zahramay Falls, een magisch land waar Shimmer en Shine wonen. Leah onthult het bestaan van haar geestjes aan buurman Zac, die nu zelf een geest krijgt, Kaz genaamd. Tevens sluit Leah vriendschap met de monarch van het magische land, Prinses Samira. Het tweede seizoen omvat ook Samira's huisdier, een pauw genaamd Roya, een gemene tovenares Zeta en Zeta's draak; Nazboo.

## Merchandise
- Nickelodeon en Random House Children's Books brachten in januari 2016 een (kinder)boek uit gebaseerd op de serie.
- Nickelodeon en Fisher-Price brachten een speelgoedlijn uit gebaseerd op de serie.[3]